# Проспект Энгельса
Проспект Э́нгельса — одна из крупнейших по протяжённости улиц в Выборгском районе Санкт-Петербурга. Проходит от Новосильцевского переулка до границы города. Является одним из северных въездов в Петербург.

## Расположение
Проспект Энгельса расположен на севере Санкт-Петербурга, в Выборгском районе города.
Являясь частью исторического, ещё допетровского тракта, шедшего в Выборг, он продолжает на север Большой Сампсониевский проспект от перекрёстка с Новосильцевским переулком. В районе домов 22—28 проспект пересекает Светлановскую площадь и проходит по историческому району Удельная вблизи одноимённых платформы Октябрьской железной дороги и станции метро.
После пересечения с проспектом Тореза и Северным проспектом взбирается на Поклонную гору, за которой от проспекта на северо-запад ответвляется Выборгское шоссе. Далее проспект проходит мимо станций метро «Озерки» и «Проспект Просвещения» до путепровода, по которому сверху пересекает Суздальский проспект и железнодорожную соединительную ветвь с грузовой станцией Парнас.
За ней проспект продолжается по территории промышленной зоны Парнас, проходя в 500 м восточнее одноимённой станции метро, до многоуровневой развязки с А118 Кольцевой автомобильной дорогой на границе города.
Длина проспекта составляет около 11 км.
За пределами Санкт-Петербурга продолжением проспекта служит федеральная автодорога А121 «Сортавала».

## История
В шведские времена здесь шла старая дорога из Ниеншанца на Выборг и Финляндию, принадлежавшие шведской короне.
В XVIII веке южная половина современного проспекта Энгельса (до Выборгского шоссе) входила в Выборгский тракт.
Застройка района Удельная началась в начале XX века, и к 1916 году участок Выборгского шоссе был достаточно плотно застроен. В 1886 году по участку от Большого Сампсониевского проспекта до 2-го Муринского проспекта была проложена первая линия парового трамвая, который в 1914 году был заменён электрическим. В 1916 году планировалось продлить трамвайную линию в направлении Удельной, но в связи с революцией эти планы не осуществились.
В 1918 году участок Выборгского шоссе, застраиваемый зданиями, получил собственное название «улица Энгельса», в честь Фридриха Энгельса, одного из основоположников марксизма. Выбор названия, видимо, определялся тем фактом, что новый проспект был продолжением проспекта Карла Маркса (переименованного Большого Сампсониевского). В 1920 году был национализирован крупный завод «Светлана», который производил лампы накаливания, на его базе строится крупное промышленное предприятие.
В связи с этим в 1929 году по проспекту был пущен трамвай, в 1925 году вся чётная сторона проспекта уже была застроена. В 1933 году проспект оканчивался перед поворотом к Поклонной горе, по всему проспекту был проложен трамвай, от Исакова переулка (современной Манчестерской улицы) до Поклонной горы сформировалась застройка.
В 1970-х годах проспект Энгельса продлили за Поклонногорскую улицу до грузовой соединительной железнодорожной ветви по землям совхоза «Пригородный». После начала развития промзоны Парнас проспект Энгельса был проложен и с другой стороны окружной железной дороги, но это продолжение не имело связи с основной частью проспекта. После открытия в 2002 году первого участка Кольцевой автомобильной дороги (ныне — А118) продолжение проспекта Энгельса было частично реконструировано и соединено с ней, а обе части проспекта связал Парнасский путепровод. В 2010 году в продолжение проспекта Энгельса за Кольцевую автодорогу открыт первый участок федеральной автодороги А121 «Сортавала».

### Попытки переименования
В связи с тем, что прежнее название проспекта — Выборгское шоссе — к настоящему времени закрепилось за другой городской магистралью, предпринимались попытки предложить для проспекта Энгельса новое название. Наиболее очевидным был вариант Выборгский проспект. Кроме того, озвучивались предложения увековечить в названии проспекта память Галины Старовойтовой и Петра Столыпина, предлагался вариант «проспект Яндекса», а также в 2015 году был случай переименования проспекта в «Карельский» на картах Google.

## Транспорт
На проспекте находятся две станции метро:  «Проспект Просвещения» и  «Озерки». В относительной близости от проспекта расположены ещё три станции:  «Парнас»,  «Пионерская» и  «Удельная»; около последней располагается и железнодорожная платформа  Удельная Выборгского направления.
На большей части проспекта проложена трамвайная линия: от Новосильцевского переулка до Поклонной горы — на совмещённом полотне, от Поклонной горы до Парнасского путепровода — на выделенном. На разных участках проспекта проходят трамвайные маршруты 9, 20, 21, 40, 55, 58, 100.
На участке от Ланского шоссе до Светлановской площади существует троллейбусная линия, для пассажирского движения она не используется. Кроме того, существовала троллейбусная линия в одном направлении на участке от пересечения с проспектом Тореза до перекрёстка с Рашетовой улицей. В конце 1970-х годов она служила для разворота троллейбусов маршрута № 13, впоследствии продлённого по улице Есенина.

## Достопримечательности
- Новосильцевская церковь, не сохранилась.
- Тяговая подстанция № 12 «Лесновская» — дом 11. Дала напряжение пассажирскому трамваю 1 июня 1942 года.
- Завод «Светлана» — дом 27.